# Internato de Meninas Virgens
Internato de Meninas Virgens é um filme brasileiro de 1977, com direção de Osvaldo de Oliveira.

## Sinopse
Vítima de um mal-entendido, uma jovem é presa e começa a viver uma nova experiência no submundo do reformatório feminino. Lá, ela se envolve em desvios mentais e sexuais até que consegue escapar espetacularmente, levando outros internos com ela. Fora dos bares, ele descobre que sua madrasta, aliada a um advogado, planejou sua prisão. A jovem mata os dois e é enviada de volta para o presidio. 

## Elenco[1]
- Cristina Amaral
- Cleonice Araujo
- Evelyn Erika
- Márcia Fraga
- Luiz Galhardo
- Elizabeth Hartmann
- Regina Helena
- Sérgio Hingst
- Wilson José
- Marly
- Zilda Mayo
- Nelson Morrisson
- Aldine Müller
- Luigi Picchi
- Rosa Raspini (como Rosa Maria Raspini)
- Vera Rocha
- Shirley Steck
- Roseli Veiga